# 小堀村
小堀村（こほりむら）は、広島県甲奴郡にあった村。現在の府中市の一部にあたる。

## 地理
江の川水系上下川の上流域に位置していた。

## 歴史
- 1889年（明治22年）4月1日、町村制の施行により、甲奴郡小堀村が単独で村制施行し、小堀村が発足[1][2]。二森村、小塚村、小堀村、有福村の町村組合を結成し役場を小堀村に設置[1]。
- 1895年（明治28年）10月1日、甲奴郡二森村、小塚村、有福村と合併し、吉野村を新設して廃止された[1][2]。

## 産業
- 農業[1]

## 教育
- 1891年（明治24年）小堀尋常小学校開校[1]。